# Amnirana lepus
Amnirana lepus és una espècie de granota que viu al Camerun, República Centreafricana, República del Congo, República Democràtica del Congo, Guinea Equatorial, Gabon i, possiblement també, a Angola.